# Djaniny
Jorge Djaniny Tavares Semedo dit Djaniny, est un footballeur international cap-verdien né le 21 mars 1991 à Santa Cruz. Il évolue au poste d'attaquant.

## Biographie

### En club
Djaniny commence sa carrière professionnelle à l'União Leiria. Il rejoint en 2012 le Benfica Lisbonne.
Il est prêté pour la saison 2012-2013 au Sporting Clube Olhanense.

### En équipe nationale
Djaniny inscrit son premier but avec l'équipe du Cap-Vert le 16 juin 2012, lors d'un match face à Madagascar comptant pour les éliminatoires de la CAN 2013. Il marque son deuxième but le 8 septembre 2012 face au Cameroun. Djaniny participe avec l'équipe du Cap-Vert à la Coupe d'Afrique des nations 2013. Son équipe atteint le stade des quarts de finale en se faisant éliminer par le Ghana. Deux ans plus tard, il est de nouveau convoqué pour participer à la Coupe d'Afrique des nations 2015. En décembre 2023, il est retenu dans la liste des vingt-sept joueurs cap-verdiens sélectionnés par Bubista pour disputer la Coupe d'Afrique des nations 2023.

## Palmarès

### En club
| Santos Laguna - Tournoi d'Ouverture de la Coupe du Mexique - Vainqueur en 2014 - Tournoi de Clôture du Championnat du Mexique - Vainqueur en 2015 et 2018 - Supercoupe du Mexique - Vainqueur en 2015 Trabzonspor - Championnat de Turquie - Champion en 2022 |

### Distinctions personnelles
- Meilleur buteur du Tournoi de Clôture du Championnat du Mexique en 2018 (14 buts)